# Nitobe Inazō

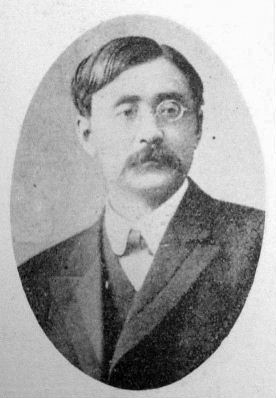
Nitobe Inazō (1862–1933)

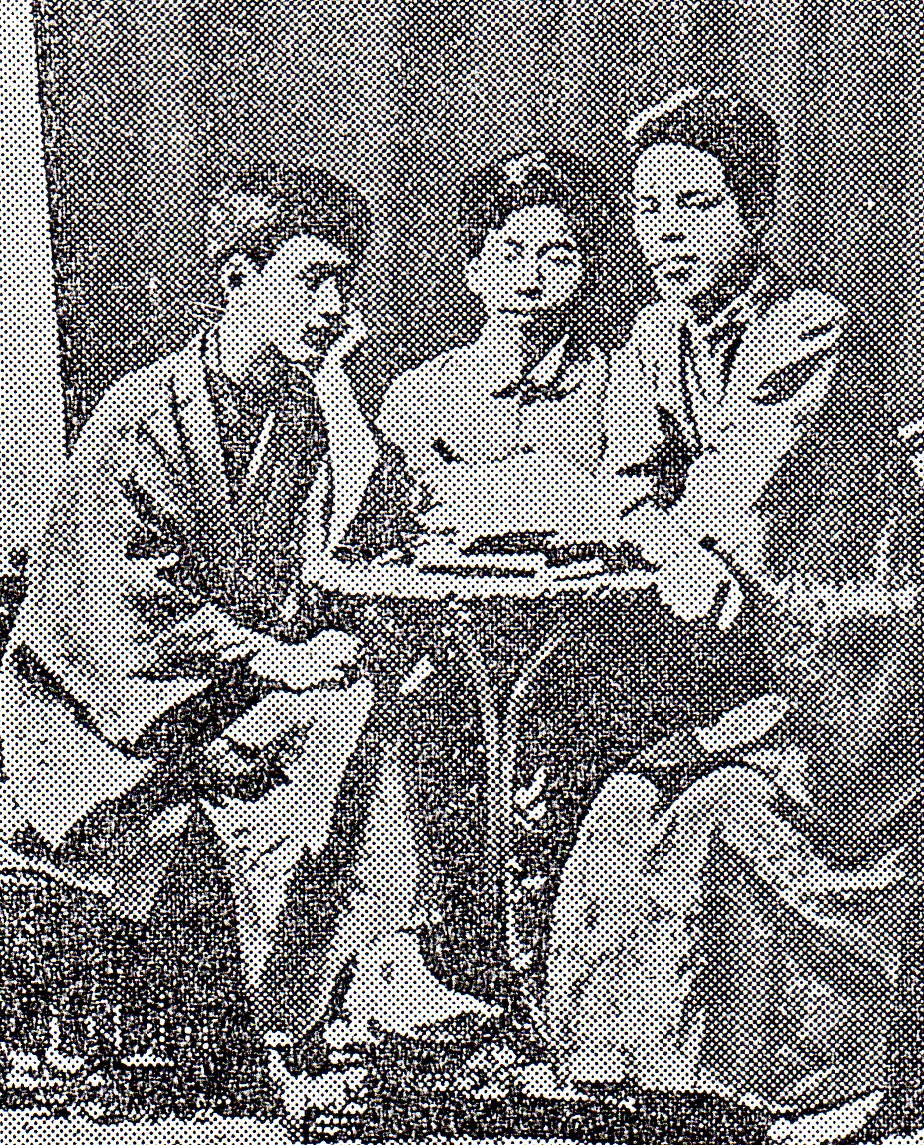
Uchimura Kanzō, Miyabe Kingo und Nitobe Inazō in der Landwirtschaftsschule Sapporo (1877)

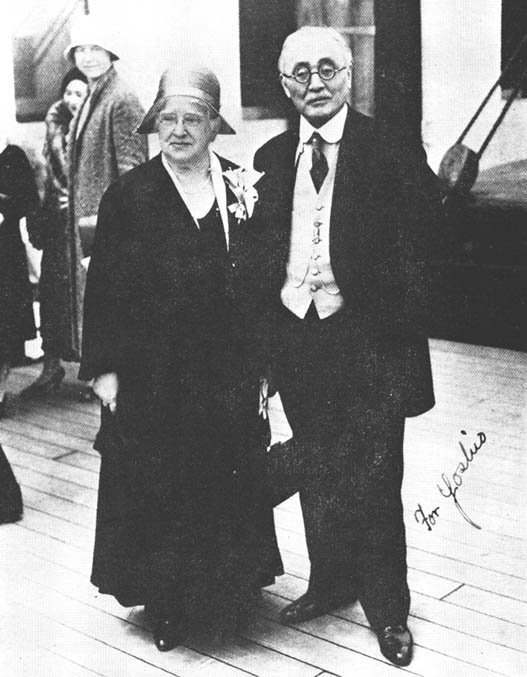
Nitobe Inazō und seine Ehefrau Mary Elkinton (1932)

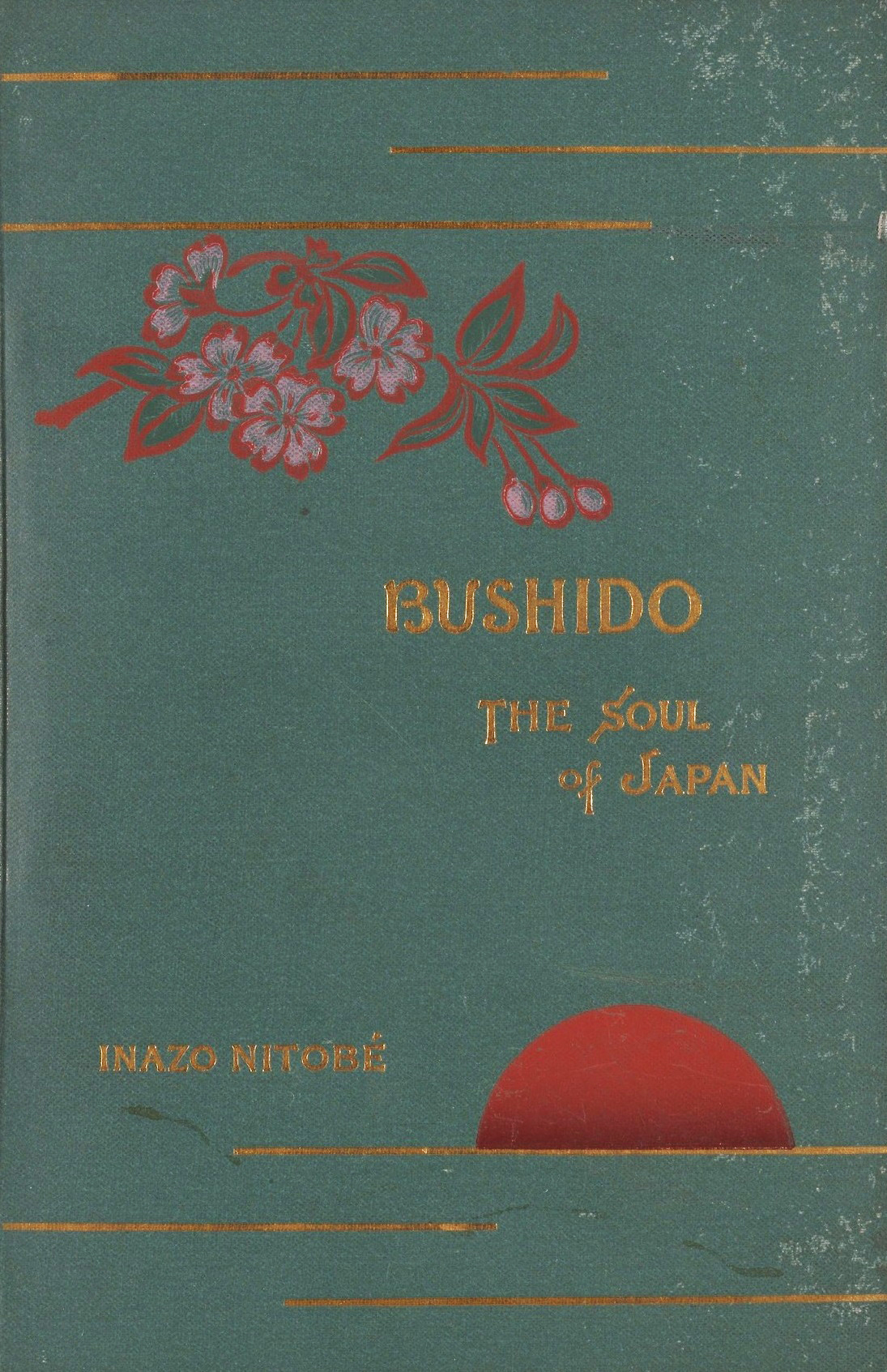
Bushido: The Soul of Japan (1900)

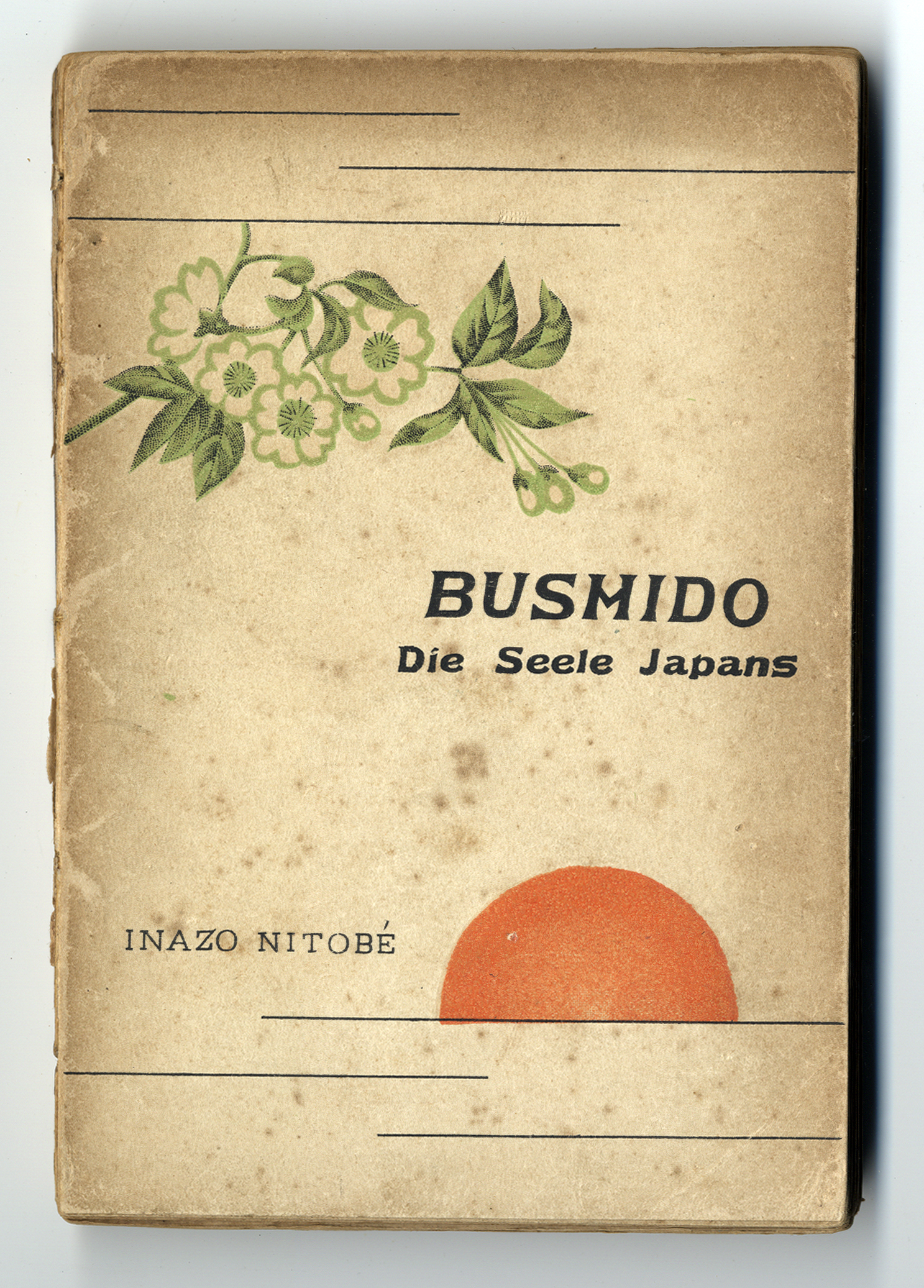
Deutsche Ausgabe (1901)

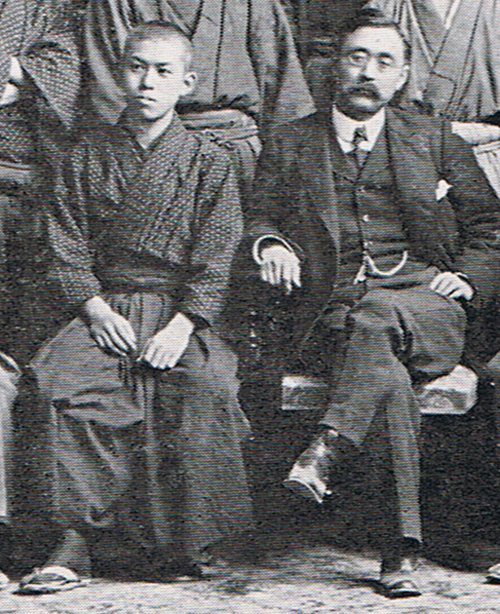
Nitobe Inazō und Tanizaki Jun'ichirō (1908)

Nitobe Inazō (jap. 新渡戸 稲造; * 1. September 1862 in Morioka, Japan; † 15. Oktober 1933 in Victoria, Kanada) war ein japanischer Agrarwissenschaftler, Philosoph, Pädagoge, Autor und ein internationaler politischer Aktivist.

## Leben
Nitobe wurde als dritter Sohn einer dem Nambu-Klan dienenden Samurai-Familie geboren. Einer seiner Großväter war ein Militärstratege und übte sich ebenso in der Kampfkunst wie Nitobes Vater, der die Techniken des kenjutsu, jiujitsu und sojutsu auch seinem Sohn beibrachte.
Nitobe studierte ab 1877 zunächst am Landwirtschafts-College Sapporo (Sapporo Nōgakkō, heute Universität Hokkaidō), dann ab 1883 an der Universität Tokio, bevor er 1884 schließlich in die USA zur Johns-Hopkins-Universität in Baltimore wechselte. Hier studierte er für drei Jahre Wirtschaftswissenschaften und Politik. 1886 konvertierte er zum Quäkertum und trat dem Baltimore Yearly Meeting bei, da sich das Japan Yearly Meeting erst 1936 gründete. Während dieser Jahre lernte er seine spätere Ehefrau Mary P. Elkinton kennen.
Seine Alma Mater in Sapporo versprach ihm eine Professur unter der Bedingung, dass er zuvor in Deutschland den Doktortitel erwerbe. Daraufhin zog er nach Bonn, Berlin und Halle, wo er mit einer Arbeit Über den japanischen Grundbesitz promovierte. Während seiner Rückreise über die USA heiratete er 1891 in Philadelphia Mary Elkinton.
Wie versprochen erhielt er eine Professur an der Landwirtschaftsschule Sapporo. Es folgten weitere Stellen als technischer Beamter im Generalgouvernement Taiwan, als Professor an der Kaiserlichen Universität Kyōto, Rektor der Ersten Oberschule, Professor an der (Kaiserlichen) Universität Tokio, 1918 Gründer und Rektor der Frauenhochschule Tokio und schließlich 1920 Vizegeneralsekretär des Völkerbundes. In dieser Eigenschaft nahm er 1921 am Esperanto-Weltkongress als Beobachter teil und legte der Völkerbundsversammlung einen Bericht zum Stand der Anwendung des Esperanto in der Welt vor. In den dreißiger Jahren versuchte er zwischen den USA und Japan zu vermitteln, um die akkumulierten Spannungen abzubauen.
Während der Tätigkeit in Sapporo erkrankten er und seine Frau, weshalb sie zur Auskurierung nach Kalifornien reisten. Hier schrieb Nitobe im Alter von 37 Jahren sein bekanntestes Werk Bushido: The Soul of Japan. Eine deutsche Ausgabe erschien bereits 1901. Weitere Übersetzungen ins Französische, Tschechische, Polnische, Schwedische u. a. m. folgten innerhalb weniger Jahre. In diesem Werk stellt Nitobe die Grundsätze der japanischen Moral dar. Dabei beschreibt er unter anderem sieben Prinzipien, nach denen der Japaner, und besonders der Samurai, zu handeln versucht bzw. versuchen soll. Diese wurden im Zweiten Weltkrieg von japanischen Nationalisten für ihre Zwecke missbraucht.
Seine Grabstätte befindet sich auf dem Friedhof Tama in Fuchū (Präfektur Tokio).
Nitobe ist auf den 5000 Yen-Noten abgebildet, die von 1984 bis 2004 gedruckt wurden. Nach ihm benannt ist der Nitobe Memorial Garden in Vancouver.

## Werke
- A Japanese View of Quakers, Dr. Inazo Nitobe[3]
- Über den japanischen Grundbesitz, dessen Verteilung und landwirtschaftliche Verwertung. – Halle a. d. S., 1890. (Im Anhang ein Lebenslauf in lateinischer Sprache. Digitalisierte Ausgabe der Universitäts- und Landesbibliothek Düsseldorf)
- Bushido: The Soul of Japan. The Leeds & Biddle, Philadelphia 1900.
- Bushido: Die Seele Japans – Eine Darstellung des japanischen Geistes. Von Professor Dr. Inazo Nitobe. Ins Deutsche übertragen von Ella Kaufmann.  Shokwabo, Tokyo 1901, zuletzt Nikol Verlag, Hamburg 2020, ISBN 978-3-86820-572-5.